# Castellnovo
Castellnovo (valencianisch: Castellnou) ist eine Gemeinde (Municipio) mit 884 Einwohnern (Stand: 2024) in der Provinz Castellón in der spanischen autonomomen Region Valencia. 

## Geographie
Castellnovo liegt etwa 34 Kilometer westsüdwestlich der Provinzhauptstadt Castellón de la Plana und etwa 38 Kilometer nordnordwestlich von Valencia im Bezirk Alto Palancia in einer Höhe von ca. 345 m. Der Río Palancia begrenzt die Gemeinde im Süden.

## Sehenswürdigkeiten

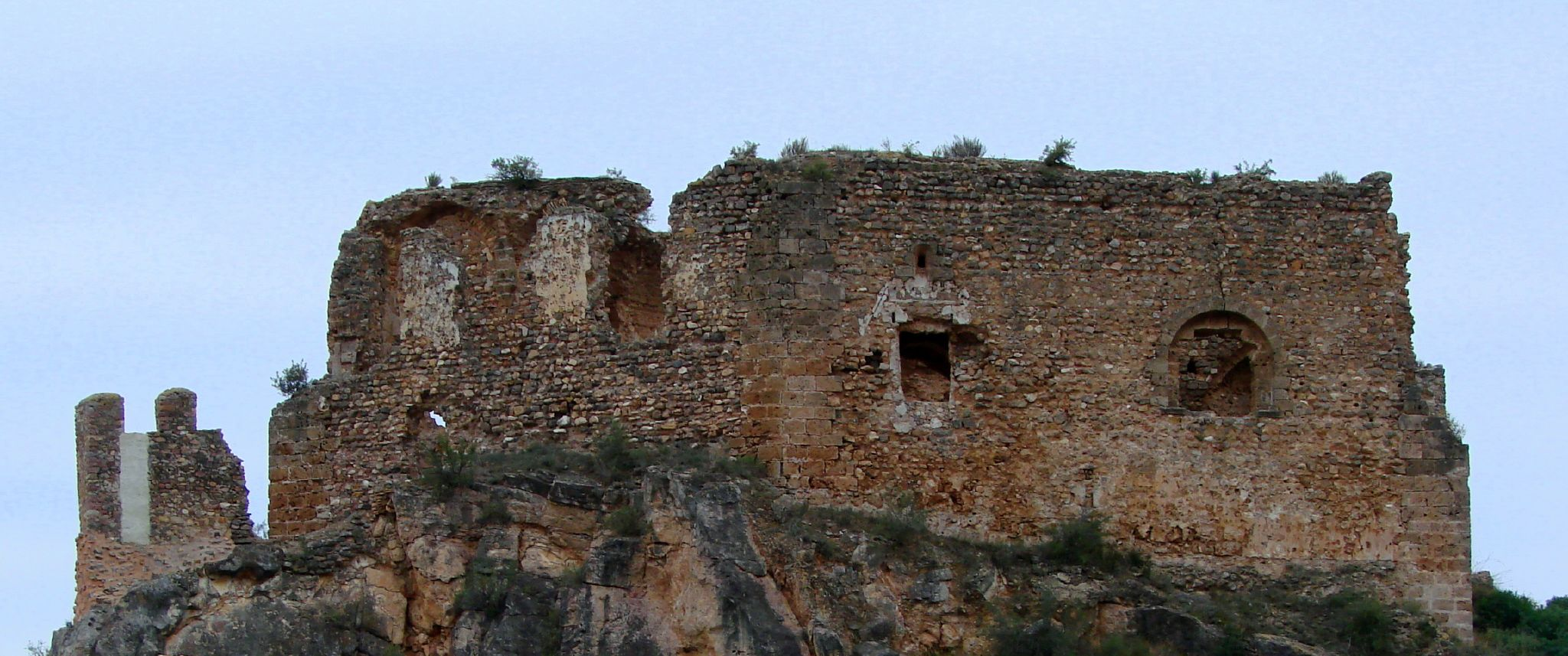
Reste der Burg
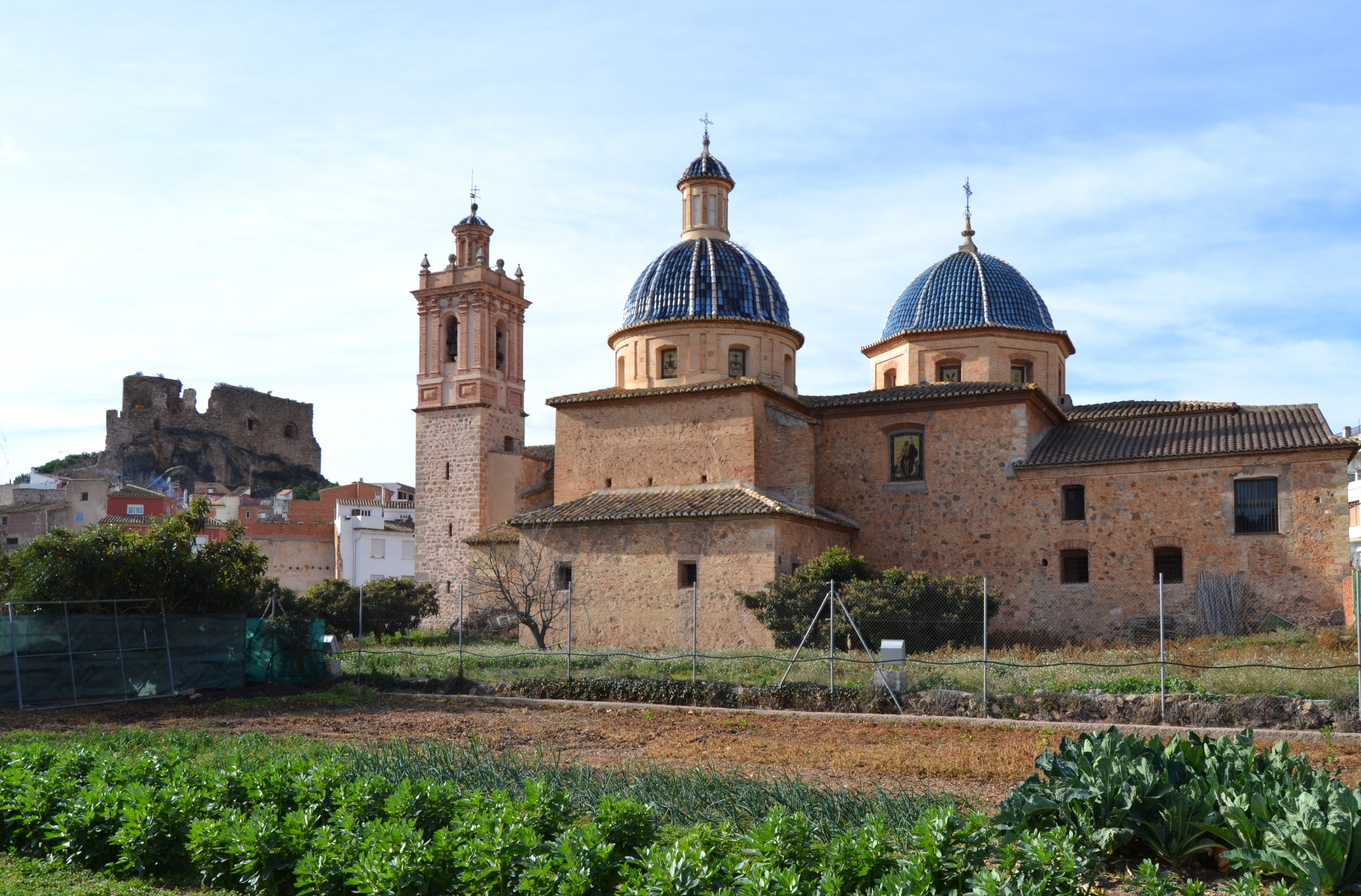
Allerheiligenkirche
- Antoniuskapelle
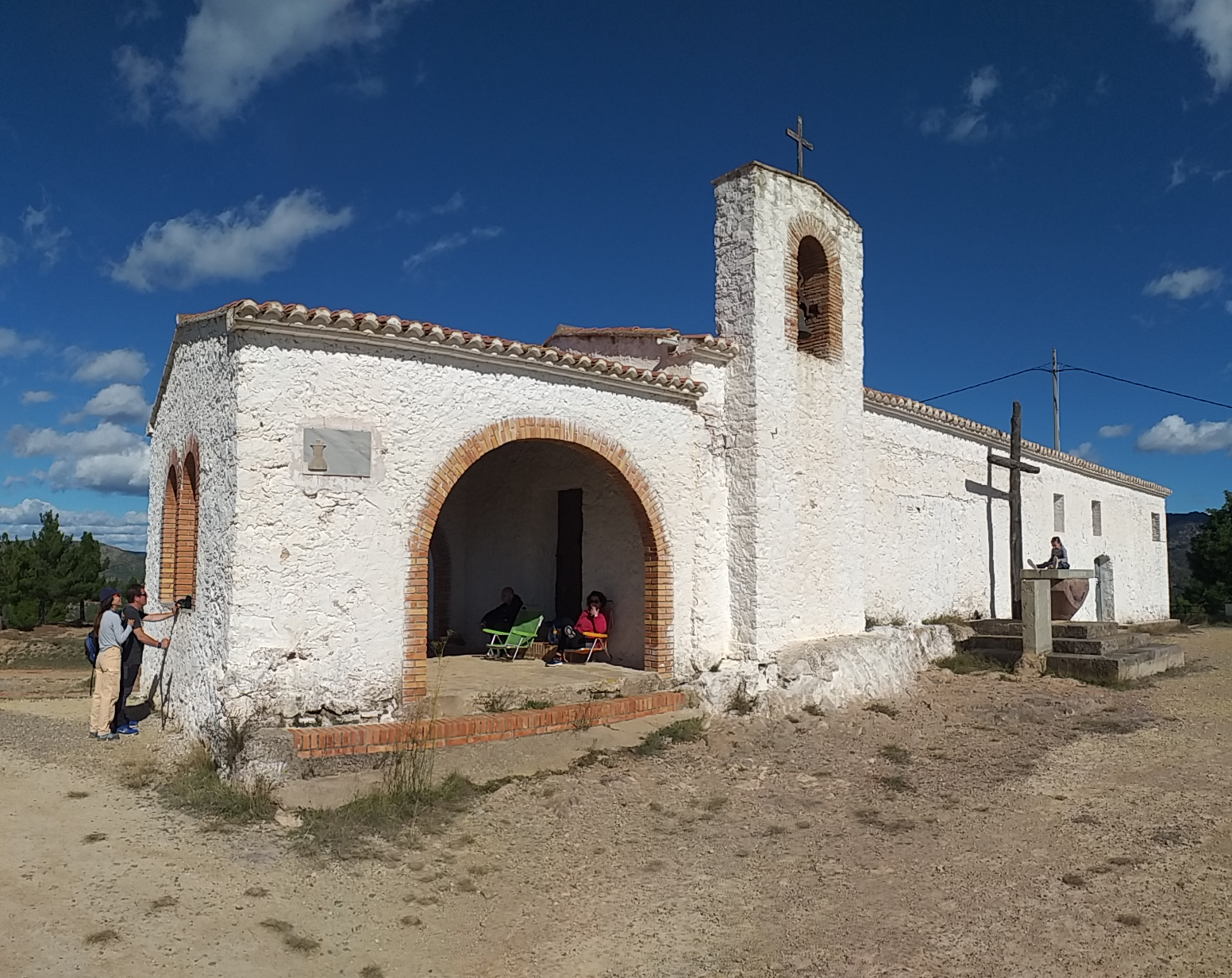
Christopheruskapelle
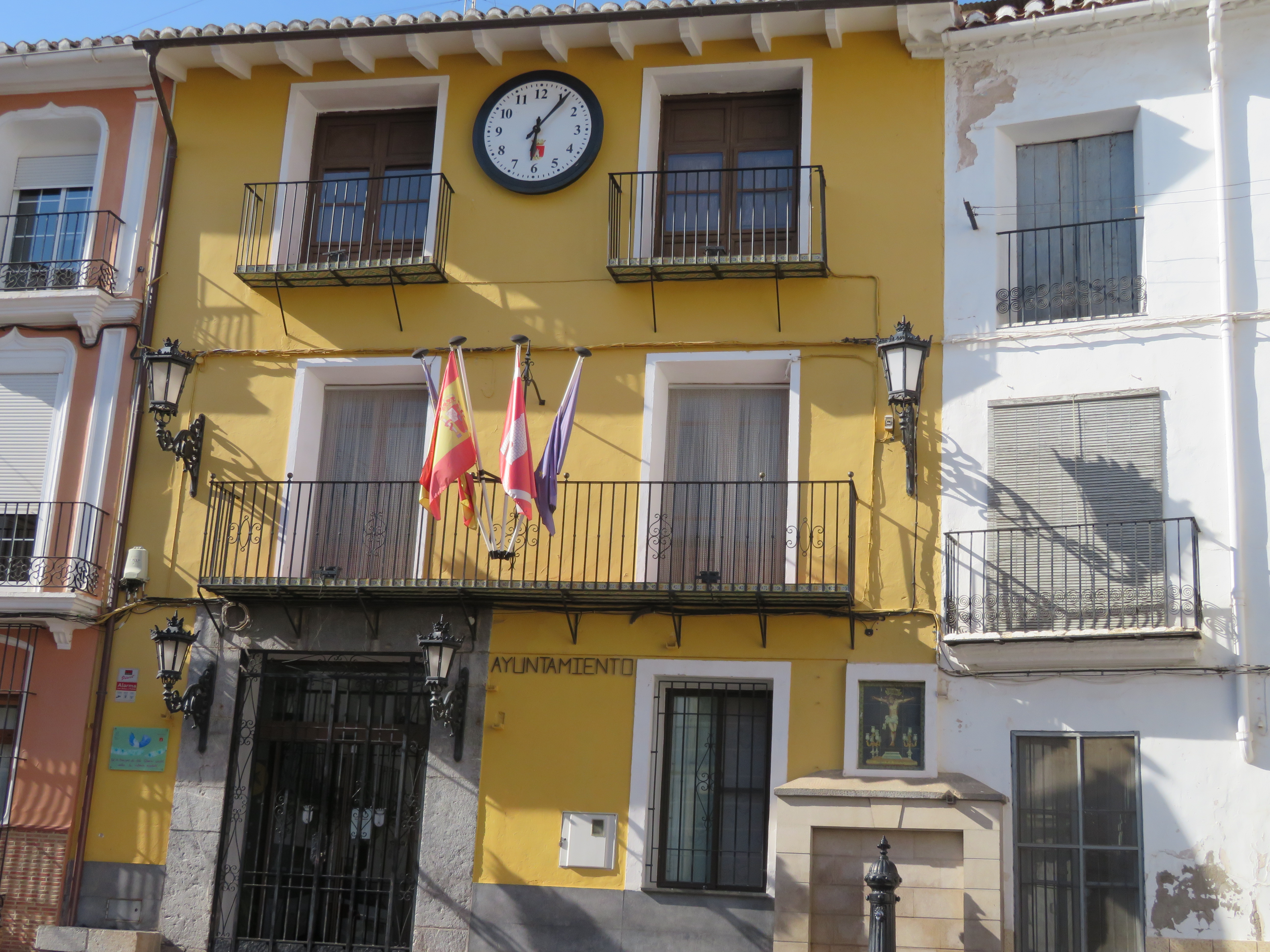
Rathaus

- Reste der Burg
- Allerheiligenkirche
- Christopheruskapelle
- Rathaus